# いい湯だな
「いい湯だな」（いいゆだな）は、1965年から1969年にかけて、永六輔作詞、いずみたく作曲、デューク・エイセスが歌うというスタイルで発表された『「にほんのうた」シリーズ』47都道府県を題材にした52曲の内の一曲である。
この歌は群馬県のご当地ソングとして1966年2月にリリースされたものである。大阪府のご当地ソングである「銀杏並木」との両A面シングルとして東芝音楽工業（現・ユニバーサル ミュージック ジャパン）から発売された 。
その後、ザ・ドリフターズがデビューシングル「ズッコケちゃん」のB面としてカバーした（1968年6月10日発売。東芝音楽工業 TP-1661。両面ジャケット仕様で、事実上の両A面扱い）。「ズッコケちゃん」より本曲の方がヒットした。歌詞の舞台を日本全国に拡げ、デューク・エイセス版とはアレンジも変えており「ビバノン・ロック」というサブタイトルが付く。1969年公開のドリフ映画『いい湯だな全員集合!!』（監督 - 渡邊祐介）のテーマ曲にもなった。
また、この曲をアレンジしたものをTBS系の『8時だョ!全員集合』とフジテレビ系の『ドリフ大爆笑』のエンディングでそれぞれ使用していた。『8時だョ!全員集合』版は「ドリフのビバノン音頭」、『ドリフ大爆笑』版は「さよならするのはつらいけど」という題名がついている。
ただし、両番組とも長く放映されたのにもかかわらず、歌詞はあくまで番組エンディングとしてのオリジナルであり、シングル版でも元の歌詞の温泉地の部分が改編されているため、この歌がご当地ソングであることを知る人は、発売当初を知る世代以外では少ない。
ドリフターズが出演していた日本石油（現・ENEOS）のプリペイドカード「コレカード」のCMでも替え歌として使われた。また2007年、関西テレビ・フジテレビで放映された『鬼嫁日記 いい湯だな』でサブタイトルとして使われており、主人公の義父役でザ・ドリフターズの加藤茶が出演していた。

## 収録曲
デューク・エイセス版
1. 銀杏並木（大阪） (3分6秒)
  - 作詞：永六輔、作曲・編曲：いずみたく、伴奏：東芝レコーディング・オーケストラ
2. いい湯だな（群馬） (2分45秒)
  - 作詞：永六輔、作曲・編曲：いずみたく、伴奏：東芝レコーディング・オーケストラ

## 歌詞
デューク・エイセスのオリジナル版の歌詞の方が実際の温泉場の様子と合致しているようである。二番の歌詞「誰がうたうか八木節が。いいもんだ」はオリジナル版では八木節発祥地に近い伊香保温泉である。三番の歌詞「湯気にかすんだ白い人影。あの娘かな」は山のいで湯で混浴も数箇所ある万座温泉に合致する。LPレコード盤ケースには永六輔といずみたくの長いコメントがあり、そこで永六輔は「にほんのうた」シリーズの仕事を一生の仕事にしてゆきたいと述べている。
ちなみに四番の歌詞がデューク・エイセス版とザ・ドリフターズ版で異なっている。デューク・エイセス版では「いい湯だな。いい湯だな。日本人だなア。浪花節でも。うなろうかな。うなろうかな。ここは上州。水上の湯」であり、ザ・ドリフターズ版では「日本人なら、浪花節でも」と仮定形になっている。前者が「湯船の中で温泉文化の担い手である日本人の実感を満喫している」歌詞であるのに対して、後者は「日本人であるならば湯船では皆浪花節をうなるものである」という内容でありオリジナル版の歌詞とは異なる印象である。

### 歌われた温泉地

#### デューク・エイセス版
- 草津の湯（草津温泉）
- 伊香保の湯（伊香保温泉）
- 万座の湯（万座温泉）
- 水上のお湯（水上温泉）

#### ザ・ドリフターズ版
- 登別の湯（登別温泉）
- 草津の湯（草津温泉）
- 白浜の湯（南紀白浜温泉）
- 別府の湯（別府温泉）

## その他のカバー・使用例
- 小鳩くるみとヤング・フレッシュがカバーしており、同じくカバー曲である「ピンポンパン体操（1971年版）」との両A面シングルとして発売された（ビクター KV-6）。シングルレコードには「ちびっこ盆踊り いい湯だな」と表記されている。元の歌詞の温泉地の部分が「プクブク ワイワイワイ」などに変更されている（ちなみに山川啓介がこのカバーバージョンの補作詞を担当している）。
- 『ドリフ大爆笑』の「雷様」のゲストとして由紀さおり・安田祥子姉妹が出演した回（1993年6月29日放送）では、歌のコーナーにも姉妹で登場し「いい湯だな」をスキャットを交えて歌唱した。
- 日本国外でもカヴァーされており、マレーシア出身の歌手張少林が「笨蛋·傻瓜」のタイトルで客家語でカヴァーしている。
- クレモンティーヌによるカヴァーは「ドリフ・メドレー いい湯だな〜隣組」のうちの1曲として歌唱されており、カヴァー・アルバム『アニメンティーヌ・ベスト＋』にも収録されている（ただしボーナス・トラック）。『サンドのお風呂いただきます』（NHK総合）、『出川哲朗の充電させてもらえませんか?』（テレビ東京）などの番組でも使用される。
- 温泉が重要なキーワードとなる作品・番組でも度々使用される。
  - 映画『クレヨンしんちゃん 爆発!温泉わくわく大決戦』では、出演声優全員で歌ったバージョンがエンディングテーマとなった。歌詞はデューク・エイセスのバージョンだが、アレンジはドリフバージョンを踏襲しており、途中でドリフバージョンの有名な合いの手が入る。4番は省略で、1番2番3番の各3フレーズ目をひろし、みさえ、しんのすけがソロを取る構成になっている。最後には野原しんのすけが『8時だョ!全員集合』のエンディングで加藤茶が用いていた「お風呂入れよ!」という合いの手を入れる。
  - アニメ『ラブひな』（テレビ東京）では、ヒロイン役の声優5名で歌ったザ・ドリフターズ版のカバーバージョンが劇中で使われ、番組のCDアルバムにも収録された。
  - 映画『ババンババンバンバンパイア』の主題歌としてimaseによるカバーバージョン「いい湯だな 2025 imase ×mabanua MIX」を起用[1]。また、同映画の公開に合わせ2025年6月11日、ザ・ドリフターズ（加藤茶・高木ブー）と吉沢亮によるスペシャルコラボ動画がYouTubeで公開された[2]。
- 西日本旅客鉄道（JR西日本）きのくに線の特急列車「くろしお」の紀伊勝浦駅到着時の車内チャイムとして1998年まで使用されていた。
- 時期不明だが、日清製油（現・日清オイリオグループ）「日清サラダ油ギフト」のお中元シーズン向けのテレビCMでも出演者がこの曲の替え歌を歌っていた。
- 1990年代後半ごろ、兵庫県淡路市（旧・津名町）にある淡路ワールドパークONOKOROの万里の長城のミニチュアを紹介するテレビCMで替え歌を歌っていた。
- 2009年2月25日からは、東京都内の温泉施設の先駆けとなった「平和島温泉クアハウス」（現在の天然温泉平和島）の最寄り駅である京急本線平和島駅において、接近メロディとして使用されている[3]。編曲は塩塚博が手掛けた[4]。
- 2012年放送の味の素「クノールカップスープ」のCM「4カウントつけパン」篇にて、井ノ原快彦（20th Century）、横山裕（関ジャニ∞、現SUPER EIGHT）、手越祐也（当時NEWS）で結成された「トリオ DE つけひた」がこの曲の替え歌を歌った[5]。
- 2018年にはサザンオールスターズがアクト・アゲインスト・エイズイベント『平成三十年度! 第三回ひとり紅白歌合戦』でカバーしている。このライブはボーカルの桑田佳祐が幅広いジャンルの邦楽をバックバンドを率いて一人で歌う趣旨の内容であるが、この曲と「世界に一つだけの花」（SMAP）のみ同バンドのメンバーの原由子・松田弘・関口和之・野沢秀行がザ・ドリフターズを意識して法被を着て登場。桑田もいかりや長介役を務め、その中でメンバー全員で歌唱している[6][7]。
- LINEモバイルのCMにおいて、2018年10月から放送の「LINEモバイルダンス」篇、2019年2月から放送の「LINEモバイルダンス 誰でもみんな」篇にて、本田翼が替え歌を歌った[8][9]。
- 2020年4月から放送されたサントリー「サントリー ブルー」のCM「スッキリうまし」篇にて、川口春奈が銭湯のマッサージチェアに座ってこの曲を歌い、同商品を飲むシーンがある[10]。
- 2021年1月29日に公開された、サントリー「ボス ゴールデンタイム」のスペシャルコラボ動画「ザ・ドリフターズ」編にて、『ドリフ大爆笑』の映像をバックに奇妙礼太郎が"働く人の応援歌”の替え歌を歌唱している[11]。第2弾は「全員集合篇」と称し、歌詞と映像を変えて放映。歌はヒグチアイに交替した。
- 2021年12月27日にフジテレビ系列で放送されたテレビドラマ『志村けんとドリフの大爆笑物語』（フジテレビ）のEDでは、いかりや長介役の遠藤憲一、加藤茶役の勝地涼、高木ブー役の加治将樹、仲本工事役の松本岳、志村けん役の山田裕貴の5人が「いい湯だな」の『ドリフ大爆笑』版替え歌「さよならするのはつらいけど」を歌った。
- ザ・ドリフターズ版の歌詞に登場する、登別温泉のある登別市では、防災行政無線（屋外スピーカー）の正午の試験放送にこの曲が使われている[12]。

## その他
- SUPER BELL"Zの『MOTER MAN 陸羽東線～奥の細道湯けむりライン』では、新庄から列車に乗りながら瀬見温泉、鳴子温泉、川渡温泉など沿線の温泉を巡って小牛田へ向かうという設定から、曲のほぼ全てにわたって「ババンババンバン...」がバックコーラスとして入っている。
- 2010年12月31日、テレビ東京『にっぽんの歌』で、デューク・エイセスが『いい湯だな』を歌った後に『ドリフのビバノン音頭』をデューク・エイセスと加藤茶が共演して歌った。[13]